# Frits Diepen

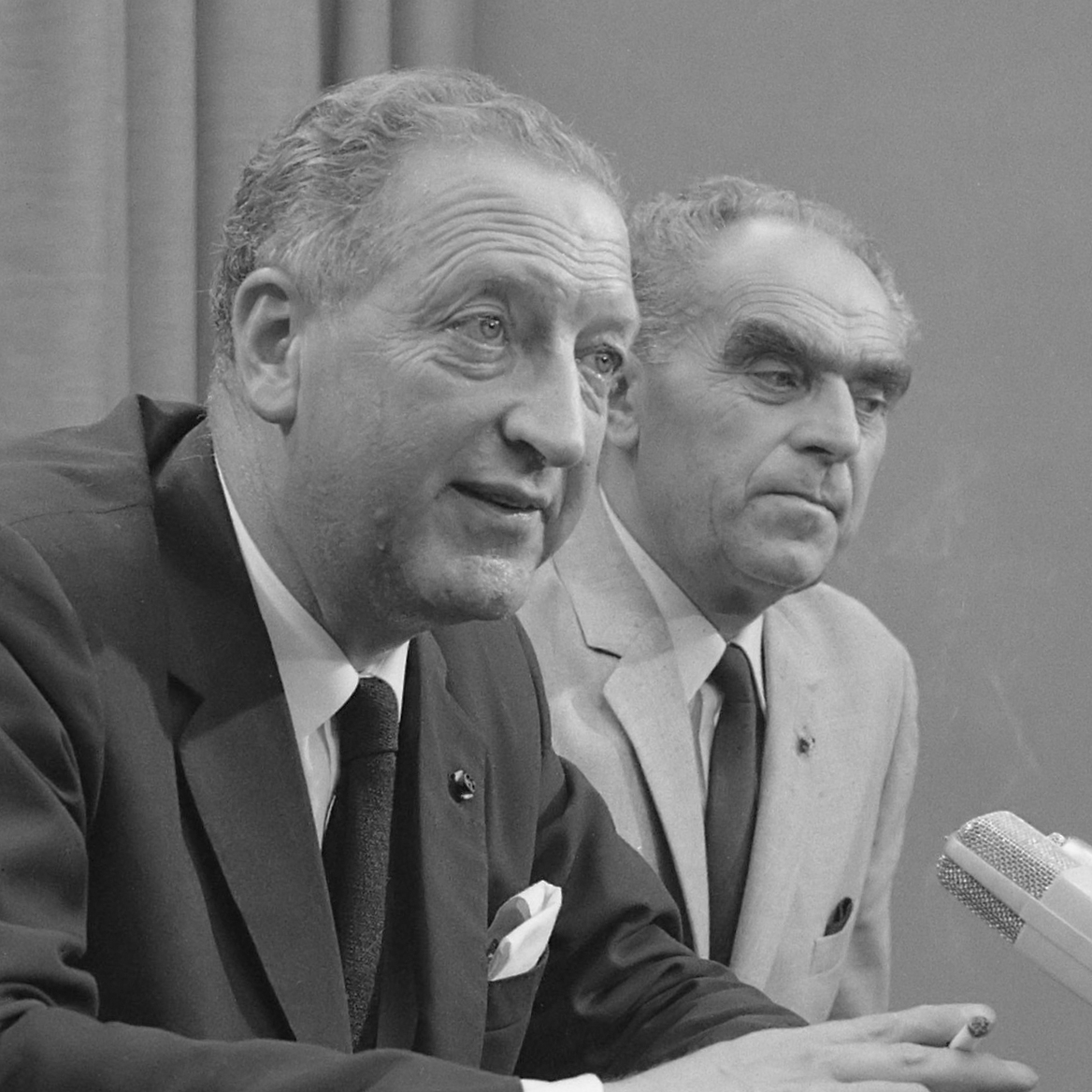
Frits Diepen en rechts H. During (1965)

Frederik Jan Leo (Frits) Diepen (Tilburg, 29 augustus 1915 – Düsseldorf, 4 juli 1974) was een Nederlandse luchtvaartpionier en -industrieel. Hij was onder meer bekend als oprichter van Avio-Diepen en was een van de belangrijkste personen achter de wederopbouw van de Nederlandse luchtvaartindustrie na de Tweede Wereldoorlog.

## Leven en werk[2]
Diepen was een zoon van een Brabantse textielfabrikant. Hij ging naar het St. Odulphuslyceum in Tilburg en behaalde zijn gymnasiumdiploma in 1934. Hierna nam hij te Bergen op Zoom een Ford-dealerschap over, dat hij voorzette onder de naam Diepen Ford Garage, kortweg Difoga. Als liefhebber van de sportvliegerij was hij op 28 januari 1934 een van de medeoprichters van de Bergen-op-Zoomsche Zweefvliegclub. Er werd gevlogen op vliegveld De Eendenkooy bij Hoogerheide, gemeente Woensdrecht. Daar begon Diepen met zweefvliegen. Enkele jaren later haalde hij ook zijn vliegbrevet-A. Diepen overwoog om samen met een concurrent - de Opel-dealer Toine Mazairac - een vliegtuig te bouwen dat door de spierkracht van Mazairac zou worden aangedreven.

## Tweede Wereldoorlog en verzet
Tijdens de Tweede Wereldoorlog ontwierp en bouwde Diepen samen met Jac. Jansen in het grootste geheim een zakenvliegtuig met duwschroef, de DIFOGA 421. 
In 1942 werd Diepen voor een aantal maanden vastgezet in Kamp Haaren en later Kamp Amersfoort.

In 1943 werd hij districtsleider van de Landelijke Organisatie voor Hulp aan Onderduikers (LO), district Bergen op Zoom. De Difoga-garage fungeerde tegelijk als Heeres Kraft Park (reparatiecentrum) voor de (vracht)wagens van de Duitse bezetter. Dat was een uitstekende dekmantel.

Vanuit de kelder van de Difoga-garage werden circa 200 onderduikers maandelijks voorzien van valse papieren, geld en distributiebonnen. Vanuit de garage vond ook de verspreiding van de ondergrondse krant Trouw plaats, en werden overvallen op distributiekantoren en andere gewelddadige acties georganiseerd.

De organisatie groeide uit tot ca 28 leden en was zeer professioneel. Medewerkers werden nooit aangeduid met hun naam maar altijd met een Romeins cijfer. Domineesdochter en koerierster Thea Le Cointre was bijvoorbeeld no XX. Maandelijks werden in de kelder bonkaarten, geld, persoonsbewijzen en andere papieren verpakt in roze giro-enveloppen (die waren namelijk gratis verkrijgbaar). Medewerkers nr III en VI brachten deze thuis bij de koeriers en koeriersters, die de enveloppen distribueerden onder de onderduikers. Contact met onderduikers verliep met behulp van wachtwoorden.

De administratie werd gevoerd door Simon ‘Mol’ Valk. Hij was reserve-officier Militaire Administratie geweest bij hetzelfde regiment waar Frits' broer, Georg Diepen, gas-officier was. Georg bracht Valk in contact met Frits Diepen. Valk was een Jood en leefde onder de valse naam Bos.

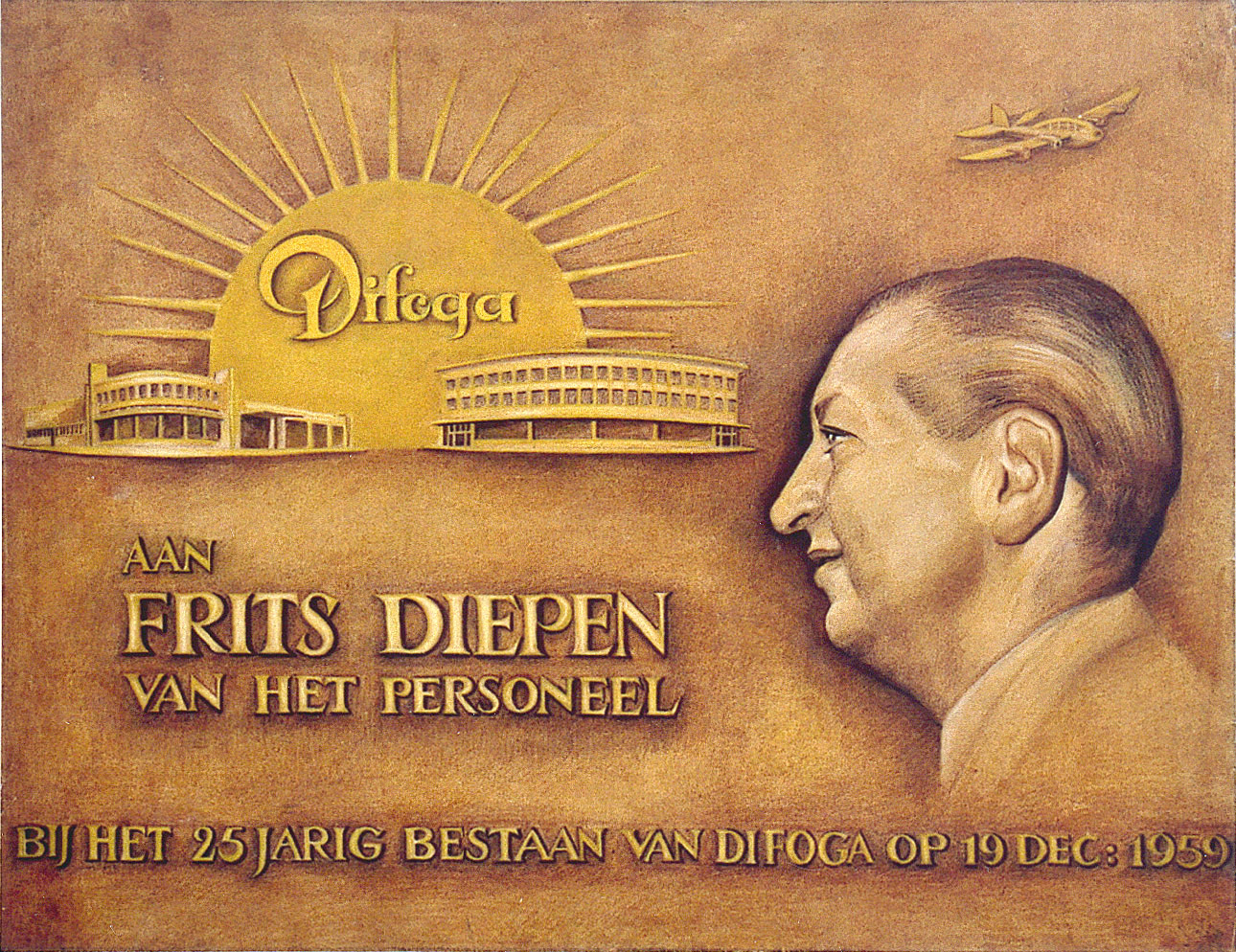
Ontwerp voor een afscheidsplaquette voor Frits Diepen, door Louis Weijts

## Na de oorlog: Avio-Diepen en Fokker
Na de oorlog richtte Diepen de Frits Diepen Vliegtuigen NV (FDV.NV) op, gevestigd op vliegveld Ypenburg. Hij begon met de verkoop van vliegtuigonderdelen, reparaties van vliegtuigen en een luchttaxi. In 1949 splitste de onderneming zich in Avio-Diepen NV en Aero Holland. De eerste onderneming hield zich bezig met de verkoop en reparaties. De tweede was het luchttaxibedrijf. Dit moest al gauw het onderspit delven. De KLM en de Rijksluchtvaartdienst zagen zo'n concurrent, zo vlak na de oorlog, niet zitten en begonnen Aero Holland op hoog niveau tegen te werken.

Avio-Diepen werd echter wel een groot succes. Het werd de verkooppartner van Fokker voor de F.25 Promotor - die een sterke gelijkenis met Diepens DIFOGA 421 vertoonde - en S.11 Instructor. Avio-Diepen kreeg vele contracten binnen voor het onderhoud van de Dakota's, wat Frits Diepen de bijnaam Mister "Dak" opleverde. Mede door het succes streefde Diepen ernaar dat Ypenburg het belangrijkste vliegveld werd tussen Den Haag en Rotterdam. Het Plan-Schieveen voorzag echter in een vliegveld vlak boven Rotterdam: vliegveld Zestienhoven, het huidige Rotterdam Airport. Ypenburg werd in 1955 overgenomen door de Nederlandse Staat en werd op 3 mei 1960 aangewezen als militair vliegveld. Avio-Diepen vormde een civiele enclave op het vliegveld.
Diepen was ondertussen in maart 1954 commercieel directeur van Fokker geworden, en Avio-Diepen werd onderdeel van Fokker. Diepen was medeverantwoordelijk voor het enorme verkoopsucces van de Fokker F27 Friendship. Hij was initiatiefnemer van de samenwerking tussen Vereinigte Flugtechnische Werke (VFW), HFB, Short en Breguet bij de totstandkoming van de F27 en de F28. Tevens was hij vertegenwoordiger van Fokker bij de Association Internationale des Constructeurs de Matériel Aéronautique (AICMA).
Van 1963 tot 1964 trad Diepen zich tijdelijk terug als directeur bij Fokker, om zich aan zijn familie te wijden en aan eigen zakelijke belangen. In 1965 keerde hij terug bij Fokker. In 1969 spande Diepen zich in voor de fusie tussen Fokker en het Duitse VFW. Na zijn overlijden in 1974 werd Fokker-VFW in 1980 alsnog ontbonden.
Frits Diepen kreeg vele onderscheidingen in binnen- en buitenland en had naast zijn aandeel in de geschiedenis van Fokker nog vele andere verplichtingen. Hij had vele commissariaten, was vertegenwoordiger van Hispano-Suiza in Nederland, zat in het bestuur van het Westeinde Ziekenhuis, RAPTIM-missionarisvluchten, en uiteraard was hij nog steeds een belangrijk persoon binnen Difoga.

## Privé
Op 30 juli 1941 trad hij in het huwelijk met Simone Smits (1915-1970). Na haar overlijden trouwde hij met Marie José (Josje) Mutsaerts. Diepen had vijf kinderen.
Hij was een neef (oomzegger) van het Eerste Kamerlid Rudolph Diepen.